# (5420) Jancis
(5420) Jancis est un astéroïde de la ceinture principale.

## Description
(5420) Jancis est un astéroïde de la ceinture principale. Il fut découvert le 15 mai 1982 à l'observatoire Palomar par l'observatoire Palomar. Il présente une orbite caractérisée par un demi-grand axe de 2,68 UA, une excentricité de 0,24 et une inclinaison de 8,7° par rapport à l'écliptique.

## Compléments